# Fédération internationale des autorités hippiques de courses au galop
La fédération internationale des autorités hippiques de courses au galop (FIAH) en français ou International Federation of Horseracing Authorities (IFHA) en anglais, est un organisme regroupant les autorités nationales de régulation des courses hippiques et dont le siège est situé à Paris.

## Les ratings
Elle publie chaque année le classement des meilleurs chevaux de courses du monde, en leur attribuant un rating, exprimé en livres. Dans chaque course, le cheval établit une valeur, et à la fin de l'année on retient la meilleure d'entre elles pour aboutir à une classification. De nombreux critères entrent en jeu pour établir la valeur d'un cheval : le niveau des courses auxquelles il a participé, le niveau des chevaux qu'il a battus, l'âge, la distance, le type de surface sur laquelle court le cheval, l'appréciation des handicapeurs, etc. Enfin et surtout, les femelles portant moins de poids que les mâles dans les courses, leur rating est systématiquement pondéré de quatre livres.
Pareille cotation, si elle se veut objective et basée sur des critères rigoureux, est naturellement sujette à caution (par exemple, en 2017, la victoire de Winx dans le Cox Plate est mieux valorisée que celle de Enable dans le Prix de l'Arc de Triomphe, alors qu'il est admis que le niveau de la course australienne est bien moindre que celle de Longchamp). Par ailleurs, on peut difficilement mettre en balance deux ratings obtenus sur des surfaces et/ou des distances différentes.
L'autre cotation de référence mondiale est délivrée chaque année par la publication britannique Timeform.

## Les meilleurs ratings de la FIAH pour 3 ans et +

### Les chevaux les mieux notés depuis 2003
| Rang | Cheval            | Nationalité | Père               | Rating | Distance     | Surface | Performance de référence  | Année |
| ---- | ----------------- | ----------- | ------------------ | ------ | ------------ | ------- | ------------------------- | ----- |
| 1    | Frankel           | Royaume-Uni | Galileo            | 140    | 2 000 mètres | Turf    | 1er International Stakes  | 2012  |
| 1    | Flightline        | États-Unis  | Tapit              | 140    | 2 000 mètres | Dirt    | 1er Pacific Classic       | 2022  |
| 3    | Sea The Stars     | Irlande     | Cape Cross         | 136    | 2 000 mètres | Turf    | 1er Irish Champion Stakes | 2009  |
| 4    | Equinox           | Japon       | Kitasan Black      | 135    | 2 400 mètres | Turf    | 1er Japan Cup             | 2023  |
| 4    | Baaeed            | Royaume-Uni | Sea The Stars      | 135    | 2 000 mètres | Turf    | 1er International Stakes  | 2022  |
| 4    | Harbinger         | Royaume-Uni | Dansili            | 135    | 2 400 mètres | Turf    | 1er King George           | 2010  |
| 7    | American Pharoah  | États-Unis  | Pioneerof the Nile | 134    | 2 000 mètres | Dirt    | 1er Breeders' Cup Classic | 2015  |
| 7    | Arrogate          | États-Unis  | Unbridled's Song   | 134    | 2 000 mètres | Dirt    | 1er Breeders' Cup Classic | 2016  |
| 9    | California Chrome | États-Unis  | Lucky Pulpit       | 133    | 2 000 mètres | Dirt    | 2e Breeders' Cup Classic  | 2016  |
| 9    | Hawk Wing         | Irlande     | Woodman            | 133    | 1 600 mètres | Turf    | 1er Lockinge Stakes       | 2003  |

## Lien
- Site officiel